# Кавам ас-Салтане, Ахмад
Ахмад Кавам (перс. احمد قوام‎; 2 января 1876 года, Гилян, Иран — 23 июля 1955 года, Тегеран, Иран), также известный как Кавам ас-Салтане (перс. قوام السلطنه‎) — иранский политический и государственный деятель.

## Ранние годы
Родился в аристократической иранской семье. Его предки с XIX века служили на различных постах Каджарской империи. Его родственниками по отцовской линии были премьер-министры Ирана Хасан Мостоуфи, Ахмад Матин-Дафтари и Мохаммед Мосаддык, а со стороны матери премьер-министр Мирза Али-Хан эд-Доуле. Кроме того премьер-министр Хасан Восуг был его старшим братом.
В годы Иранской революции 1905—1911 гг. Кавам был личным секретарём Мозафереддин-шаха и одним из авторов первой части Основного закона страны (подробнее об иранской революции начала XX века см. в монографии М. С. Иванова).

## Политическая деятельность
Самостоятельную политическую деятельность Кавам начинает сразу после окончания революции. В 1911 году его назначают министром внутренних дел. На этом посту Кавам демонстрирует отличные навыки управленца, которые помогут его дальнейшей карьере: с помощью шведских офицеров Кавам основывает жандармерию, затем появляется национальный полицейский отряд для контроля за порядком на магистральных дорогах (прообраз автоинспекции). В годы первой мировой войны Кавам занимает посты министра финансов, а затем снова министра внутренних дел.
В 1918—1921 годах Кавам является губернатором Хорасана. Этим назначением он был обязан своему старшему брату Хасану Восугу, ставшему в августе 1918 года премьер-министром Ирана. Султан Ахмад-шах в 1918 году передал контроль за всеми почтовыми сборами в Мешхеде (административном центре Хорасана) Носрату аль-Салтане, лишив тем самым Кавама главного источника губернаторских доходов. Кавам уже был готов пойти на открытый конфликт с двором, когда ситуацию разрядил Восуг, убедивший Ахмад-шаха отменить его решение.
После государственного переворота 21 февраля 1921 года и фактического свержения Ахмад-шаха над всеми приверженцами Каджаров, в том числе Ахмадом Кавамом и его родственником, губернатором Фарса Мохаммедом Моссадыком нависает угроза опалы и даже ареста. Кавам остаётся на свободе только благодаря усилиям многочисленных и весьма влиятельных родственников. Более того, Ахмад-шах, фактически ещё остававшийся главой государства, предложил ему занять кресло премьер-министра и 4 июня 1921 года Ахмед Кавам первый раз становится главой правительства Ирана. В его кабинете министерские посты занимают такие разные люди, как Реза-хан (военный министр) и М. Моссадык (министр финансов). Кавам попытался начать ряд реформ, которые позволили бы Ирану уйти от полуфеодальных отношений в политической сфере и в области экономики, как то: внедрение новой правовой системы, отмена прав капитуляций и привлечение иностранных экспертов к оздоровлению государственных финансов. Все эти мероприятия требовали значительных финансовых затрат, сделавших труднодостижимым декларировавшееся укрепление бюджета и финансовой дисциплины. К тому же одновременно реформу армии начал проводить и Реза-хан и вследствие особого положения этого человека в политической иерархии Ирана того времени нетрудно понять, что его финансовые аппетиты удовлетворялись в первую очередь. Именно трудности с финансированием государственных программ стали основной причиной падения кабинета Кавама в октябре 1921 года.
Однако возглавлявшие правительство после Кавама Малек Мансур и Хасан Пирния тоже не смогли исправить тяжёлое положение, в котором находились тогда государственные финансы Ирана и 11 июня 1922 года Ахмад Кавам получил пост премьер-министра во второй раз. На время существования 2-го кабинета Кавама пришлись такие важные события как ликвидация сепаратистского выступления полковника Пусияна , реорганизация государственных финансов и налоговой политики, к которой приступили при поддержке американского финансового эксперта Артура Миллспога. Однако разногласия с Резой-ханом вновь привели кабинет Кавама к падению. 30 января 1923 года меджлис выразил Ахмаду Каваму недоверие и отправил его в отставку. В октябре 1923 года Кавам был обвинён в подготовке убийства Резы-хана и, спасаясь от ареста, вынужден был покинуть Иран и отправиться в Европу. На родину он вернулся только в 1930 году, но воздерживался от какой-либо политической активности.
Возвращение Кавама в политику стало возможным только после отставки Резы и провозглашения шахом Ирана его сына Мохаммеда Резы. Кавам стал одним из немногих опальных политиков, кандидатура которого на пост премьера Ирана не вызвала отторжения советских и британских оккупационных властей. 9 августа 1942 года Кавам в третий раз возглавил иранское правительство. Одной из важнейших задач правительства Кавама было обеспечение бесперебойного функционирования т. н. Иранского коридора, который использовался для поставок в Советский Союз продовольствия и военной техники из США по договору о ленд-лизе. Эта задача успешно выполнялась, о чём свидетельствует то, что объёмы поставок по «южному коридору» удалось увеличить с 10 000 тонн в августе 1941 до 30 000 тонн в октябре 1942 и до 100 000 тонн в мае 1943 года. Однако растущее напряжение между оккупационными властями и иранским населением привело Кавама к отставке в феврале 1943 года.
Четвёртое премьерство Кавама (28 января 1946 — 18 декабря 1947 года) во многом связано с восстанием в Иранском Азербайджане и Иранском Курдистане. Меджлис резонно надеялся на активность Кавама в ликвидации восстания, учитывая, что Кавам являлся одним из крупнейших собственников в этом регионе. Правда, при голосовании кандидатура Кавама на пост премьер-министра прошла с перевесом всего в один голос (52 против 51). Однако Кавам надежды оправдал. С самого начала иранской делегации в ООН были даны указания вести переговоры по азербайджанскому вопросу напрямую с советской делегацией; тем самым как бы признавались «особые интересы» СССР в этом регионе. Одновременно США и Англия усилили дипломатический нажим на советское руководство, настаивая на ускорении вывода советских войск из Ирана. И наконец сам Кавам вылетел в Москву для переговоров со Сталиным. 4 апреля 1946 года было подписано советско-иранское соглашение, согласно которому Москва обязалась вывести войска, а Тегеран — предоставить ей нефтяные концессии в Северном Иране. Войска были выведены в мае, тогда как Кавам Сталина обманул: меджлис просто отказался ратифицировать договор. После этой операции Кавама стали называть «Старая лиса». 21 ноября 1946 года Кавам объявил о введении войск в Азербайджан и Курдистан «для обеспечения свободы выборов в меджлис 15-го созыва». 15 декабря 1946 года иранцы, не встретив сопротивления, вступили в Тебриз, восстановив таким образом территориальную целостность Ирана.
После отставки Кавам покинул Иран и до 1952 года жил в Париже. Он вернулся в Иран во время Абаданского кризиса, вызванного национализацией нефтяной промышленности Ирана и действиями правительства Мосаддыка, направленными против Англо-Иранской нефтяной компании. После неожиданной отставки Мосаддыка, 17 июля 1952 года меджлис в пятый раз утвердил Ахмада Кавама на посту премьера. Это самое краткое по времени премьерство Кавама, оно продолжалось только до 22 июля. Кульминационным днём этого последнего для Кавама пребывания на посту премьер-министра Ирана явился объявленный сторонниками Мосаддыка «День национального сопротивления» (21 июля 1952 года). На эту дату была назначена грандиозная демонстрация в Тегеране. Кавам применил против демонстрантов полицию и армию. Итогом расстрела демонстрации было 36 погибших. Кавам вынужден был уйти в отставку, а Мосаддык вернулся на пост премьера. После того, как меджлис объявил погибших мучениками, Мосаддык учредил особый трибунал, который должен был расследовать гибель демонстрантов и действия должностных лиц. Для дачи показаний в трибунал был вызван и Кавам, однако по состоянию здоровья участия в расследовании он не принял.
Эти события означали конец политической карьеры Ахмада Кавама, причём конец бесславный. Через 3 года и 2 дня после июльского расстрела Кавам умер. После его смерти дом Кавама, больше похожий на дворец, был продан Египту и использовался в качестве посольской резиденции. После разрыва дипломатических отношений с Египтом в 1980 году в здании был размещён иранский музей стекла и керамики. Сейчас это одна из достопримечательностей Тегерана.